# インペラトリッツァ・マリーヤ級戦艦
| インペラトリッツァ・マリーヤ級戦艦 | インペラトリッツァ・マリーヤ級戦艦 |
| ---------------------------------- | --- |
| 1番艦インペラトリッツァ・マリーヤ  | |
| 艦級概観                           | |
| 艦種                               | 戦艦 |
| 艦名                               | 人名 |
| 前級                               | ガングート級戦艦 |
| 次級                               | ソビエツキー・ソユーズ級戦艦 |
| 性能諸元(1番艦のもの)              | |
| 排水量                             | 常備：22,600トン |
| 全長                               | 167.8m |
| 全幅                               | 27.3m |
| 吃水                               | 8.4m |
| 機関                               | ヤーロー式石炭・重油混焼水管缶+パーソンズ式直結（低速・高速）タービン2組4軸推進                                                        |
| 最大出力                           | 26,500hp |
| 最大速力                           | 21ノット |
| 航続距離                           | 21ノット/1,000海里 16ノット/2,600海里                                                                                                  |
| 燃料                               | 石炭：3,000トン 重油：720トン |
| 乗員                               | 1,220名 |
| 兵装                               | 30.5cm（52口径）3連装砲4基 13cm（55口径）単装速射砲20基 7.5cm（50口径）単装砲4基 4.7cm（43.5口径）単装機砲4基 45.7cm水中魚雷発射管4門  |
| 装甲                               | 舷側： 267 mm 甲板： 76 mm（主甲板） 主砲塔： 305 mm（前盾） 副砲ケースメイト：125mm バーベット部： 203 mm（甲板上面） 司令塔： 305 mm |

インペラトリッツァ・マリーヤ級戦艦（ロシア語:Линейные корабли типа «Императрица Мария»リニェーイヌィイェ・カラブリー・チーパ・イムピラトリーツァ・マリーヤ）は、ロシア帝国で設計された黒海艦隊向けの弩級戦艦（дредноут）である。ロシア帝国海軍での分類は戦列艦（линейный корабль）であった。

## 概要
黒海を巡って対立関係にあったオスマン帝国が黒海艦隊の保有する戦艦を凌ぐ艦船の整備計画を開始すると、黒海艦隊は保有する中では新しかった前弩級戦艦エフスターフィイ、イオアン・ズラトウースト、パンテレイモンの3 隻に対し近代化改修を実施した。しかし、これでも間に合わせの戦力にしかなり得ないことは明白であった。そのため、新たに計画されたのが、黒海艦隊向けの弩級戦艦インペラトリッツァ・マリーヤ級であった。
1911年には、オスマン帝国が34.3 cm（13.5インチ）砲を装備する超弩級戦艦レシャディイェをイギリスに発注したため、それより大きな35.6 cm（14インチ）砲の搭載も検討されたが、主砲の開発が間に合わないことからガングート級（セヴァストーポリ級）と同じ主砲を装備した。レシャディイェと同じ1911年に発注された。マリーヤ級はバルト海艦隊向けのガングート級の発展型として建造されたため、「黒海艦隊型セヴァストーポリ級」とも呼ばれた。

## 主砲
マリーヤ級戦艦の主兵装は前級に引き続き「1907年型 30.5cm（52口径）砲」を採用し、前級と同じくこれを三連装砲塔に納めている。これを中心線上に等間隔に4基を配置していた。主砲は52口径の長砲身砲で、高い威力が期待できた。その性能は重量470.9 kgの主砲弾を最大仰角25度で射距離23,230 mまで届かせることができる性能であった。発射速度はガングート級は毎分1.8発であったが、本級からは装填装置の改良により毎分3発の高発射速度を実現していた。仰角は25 度・俯角5度である。旋回角度は首尾線方向に対し左右155度の旋回角が可能であったが、実際は艦橋や煙突に挟まれているために2番・3番砲塔は死界があった。なお、2番砲塔はガングート級が後ろ向きだったのを前向きに改良したことにより前方に向けられる門数は6門から1.5倍の9門に増加した。
第一次世界大戦後、この砲は一部がTM-3-12 305mm列車砲として列車砲に転用され、3門が現存している。

### 副砲、その他備砲や雷装等
本級の副砲は威力を増すために前級の「12 cm（50口径）速射砲」から「13 cm（55口径）速射砲」へと口径を上げられた。その性能は重量36.86 kgの砲弾を最大仰角20度で射距離15,364 mまで届かせることができる性能であった。発射速度は毎分5～8発。仰角は30 度・俯角5度である。旋回角度は首尾線方向に対し左右180度の旋回角が可能であったがケースメイト配置のために制限があった。これを単装砲架で20基20門を装備した。他に対水雷艇迎撃用に「7.5cm（50口径）単装速射砲4基と「4.7cm（43.5口径）機砲」を単装砲架で4基を装備した。だが、設計段階にてさらに発展しつつある、航空機に対処するために新開発の「7.62 cm（30口径）高角砲」を単装砲架で主砲塔天蓋部に主砲塔1基につき高角砲を1基ずつの計4基を搭載していたところに特色がある。対空射撃時には主砲を撃てば爆風で砲員は吹き飛ばされる配置方式であった。他に対艦攻撃用に、水中発射型の魚雷発射管を単装で4門搭載していた。

## 機関
機関は、ボイラー室は弾薬庫の配置の関係で5区画に分かれており、それぞれの缶室に前級よりも5基少ないヤーロー式石炭・重油混焼水管缶20基が収められた。機関室は主砲塔弾薬庫に挟まれる様に3区画に分けられていた。これに蒸気タービン機関4基が収まるのであるが、本級では性能比較のために、「インペラートル・アレクサンドル3世」は異なる形式のものが搭載された。1番艦「インペラトリッツァ・マリーヤ」にはパーソンズ式直結型タービンで最大出力26,500馬力、「インペラートル・アレクサンドル3世」はブラウン・カーチス式直結型タービンを採用し最大出力27,500馬力と若干の性能向上が見られているが速力はどちらも21ノットである。速力は前級23ノットから2ノット低下したがこれは全幅が増えて船型が肥えたためで機関性能の低下を示すものではない。

## 防御
本級の装甲は前級の舷側装甲229mmであったのに対し、最大厚が267mmに増加した。砲塔の前盾も203mmから305mmにするなど防御力の強化が成された。しかし、これでものちに現れたオスマン帝国戦艦ヤウズ・スルタン・セリムの28.3cm砲の前には非力な防御力であった。前級のガングートは高速軽防御の巡洋戦艦に近い性能であったが、それに比較して防御力は向上した代償に速力は低下（23ノットから21ノット）したが、それでも防御力は上記ゲーベン（水線270mm）並みであった。

## その他装備
無線装置としては、10.2 kWtの海軍省1913年型無線機が搭載され、これにより700 浬の距離での交信が可能であった。

## 同型艦
- インペラトリッツァ・マリーヤ（英語版）（1915年7月竣工、1916年10月20日沈没。原因は爆発事故だが、爆発の原因は不明。）
- インペラトリッツァ・エカテリーナ2世（1915年10月竣工、1918年6月18日沈没処分。）

のち1915年7月27日よりインペラトリッツァ・エカテリーナ・ヴェリーカヤ
のち1917年4月29日よりスヴォボードナヤ・ロシヤ
- インペラートル・アレクサンドル3世（1917年6月竣工、1936年解体）

のち1917年4月29日よりヴォーリャ
のち1920年10月よりゲネラル・アレクセーエフ
このほか、設計を若干変更したインペラートル・ニコライ1世も建造されたが、完成しなかった。